# أنتوني كيم
أنتوني كيم (بالإنجليزية: Anthony Kim) هو لاعب غولف أمريكي، ولد في 19 يونيو 1985 في دالاس في الولايات المتحدة.

## وصلات خارجية
- أنتوني كيم على موقع رابطة لاعبي الغولف المحترفين (الإنجليزية)
- أنتوني كيم على موقع رابطة أوروبا للاعبي الغولف المحترفين (الإنجليزية)
- أنتوني كيم على موقع التصنيف العالمي الرسمي للغولف (الإنجليزية)